# Allt flyter
Pour plus de détails, voir Fiche technique et Distribution.
Allt flyter est un film suédois réalisé par Måns Herngren, sorti en 2008.

## Synopsis
Fredrik découvre la natation synchronisée et recrute ses amis pour former la première équipe suédoise de nage synchronisée entièrement masculine.

## Fiche technique
- Titre : Allt flyter
- Réalisation : Måns Herngren
- Scénario : Måns Herngren, Jane Magnusson et Brian Cordray
- Musique : Ebbot Lundberg
- Photographie : Henrik Stenberg
- Montage : Fredrik Morheden
- Production : Rebecka Hamberger
- Société de production : Fladen Film, Gadda Five, Nordisk Film, Sveriges Television et Zentropa
- Pays :  Suède
- Genre : Comédie dramatique
- Durée : 100 minutes
- Dates de sortie : 
  -  Suède : 25 décembre 2008

## Distribution
- Jonas Inde : Fredrik
- Amanda Davin : Sara
- Peter Gardiner : Victor
- Benny Haag : Peter
- Jimmy Lindström : Larry
- Shebly Niavarani : Börje
- Ossi Niskala : Jarmo
- Henrik Svalander : Bobo
- Andreas Rothlin Svensson : Charles
- Kalle Westerdahl : Markus
- Dietrich Hollinderbäumer : Volker
- Paula McManus : Lotta
- Ia Langhammer : Lillemor
- Jan Henrik Stahlberg : Karl
- Danilo Bejarano : Badvakten
- Erik Bolin : Dykare

## Distinctions
En 2009, le film reçoit le prix du public au festival international du film de São Paulo